# Archibald R. Lewis
Archibald Ross Lewis (Bronxville, 25 de agosto de 1914-Tucson, 4 de febrero de 1990) fue un historiador y medievalista estadounidense.
Doctorado en Princeton en 1940, fue profesor en las universidades de Carolina del Sur, Texas y Massachusetts.
Fue autor de obras como The Northern Seas. Shipping and Commerce in Northern Europe A.D. 300-1100 (Princeton University Press, 1958), The Development of Southern French and Catalan Society. 718-1050 (University of Texas Press, 1965), Emerging Medieval Europe, A.D. 400–1000 (Alfred A. Knopf, 1967), Knights and Samurai: Feudalism in Northern France and. Japan (1974), European Naval and Maritime History, 300-1500 (Indiana University Press, 1985), junto a Timothy J. Runyan, o Nomads and Crusaders, A.D. 1000-1368 (Indiana University Press, 1988), entre otras.
También fue editor de trabajos como Aspects of the Renaissance: A Symposium, The Islamic World and the West, A.D. 622-1492 (1970) o The High Middle Ages, 814–1300 (1970), entre otros.